# Encadenado (transición audiovisual)
El encadenado es un tipo de transición audiovisual donde una de las fuentes va desapareciendo paulatinamente mientras otra aparece. Por extensión se utiliza también para el sonido. Es uno de los recursos visuales más antiguos que aún se sigue utilizando por sus ventajas estéticas.

## Historia

### En cine
Cuando el cine ya contaba con cierto recorrido se vio que podía narrar una historia combinando escenas tomadas por una varias cámaras. Inicialmente esta concatenación se hacía cortando físicamente las cintas de película y empalmándolas con una empalmadora. Así se lograba el montaje por corte, pero esta forma de montar presentaba varios problemas por la brusquedad del cambio entre un plano y otro. Pero uniendo dos negativos con distintas intensidad en los laboratorios de revelado se podía conseguir una transición paulatina. Cuando el efecto fue técnicamente depurado el responsable del montaje indicaba el tiempo que debía durar el efecto y el laboratorio lo hacía (Ohanian, 1996). Allí se podía ir atenuando progresivamente la intensidad de un plano mientras se aumentaba la de otro hasta lograr hacer desaparecer el primero y aparecer con luminosidad normal el segundo.

### En televisión

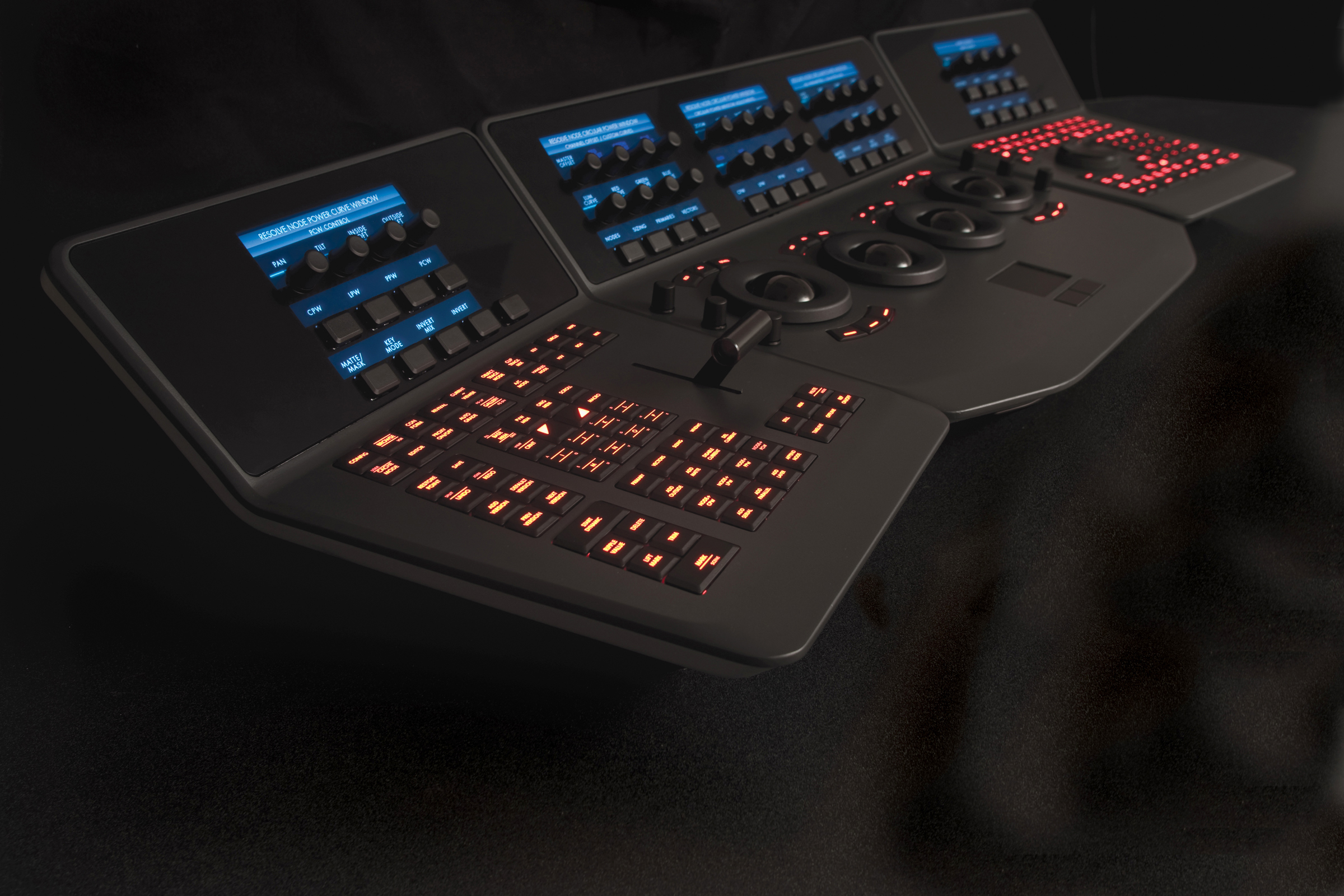
La Da Vinci Impresario, en primer plano puede apreciarse la palanca para realizar los fundidos y encadenados.

Con la llegada de la televisión y los procesos electrónicos en lugar de químicos pronto se implantaron los mezcladores de vídeo que permitían desconectar la señal de una cámara de vídeo y conectar otra de una manera prácticamente instantánea o progresiva. Posteriormente esta capacidad la heredaron también las consolas o mesas de mezclas para realizar ediciones A/B roll, es decir, aquellas en las que dos fuentes están funcionando al mismo tiempo, en este caso suplantándose una a la otra (Ohanian, 1996).

### En digital
Con la llegada de los equipos de edición digital no lineal los procesos para obtener este recurso narrativo fueron simplificándose. Aunque las dos primeras generaciones de por videocinta y por videodisco seguían necesitando dispositivos físicos añadidos para realizar el encadenado. Fue con la entrada de los equipos digitales en 1988 cuando todo el proceso podía ser ejecutado por una sola máquina, un ordenador o computadora, algo que ha seguido hasta nuestros días (Ohanian, 1996).